# 歯科技工所
歯科技工所（しかぎこうじょ、しかぎこうしょ）は、歯科医師もしくは歯科技工士が歯科技工などを行う場所として適法に設置された施設をいう。日本では、その法的根拠は歯科技工士法第2条の3にあり、「歯科医師又は歯科技工士が業として歯科技工を行う場所をいう。ただし、病院又は診療所内の場所であつて、当該病院又は診療所において診療中の患者以外の者のための歯科技工が行われないものを除く。」と規定される。

## 歯科技工所で行われる業務
歯科技工所で行われるのは、歯科技工士の業務、すなわち歯科医院（歯科診療所）や病院から技工物を受注し、製作して納品することである。歯科技工所は医療行為を行うことができない。したがって、診察等の医療行為が必要な場合は、医療機関（病院・診療所）によって行われる。

## 設置管理

### 名称
「歯科技工所」の名称は、歯科技工士の名称と同様に、いわゆる名称独占になっている。すなわち、歯科技工士がその業務を行う場所ではない施設は、歯科技工所もしくはこれと紛らわしい名称を用いることが禁じられている。

### 開設
歯科医師又は歯科技工士が歯科技工所を開設する場合は、開設後10日以内に所在地の都道府県知事（保健所を設置する市又は特別区の場合は市長又は区長。以下同じ。）に届け出さえすれば開設できる（歯科技工士法第21条）。
歯科技工所を休止、再開、又は廃止したときは、開設者はその日より10日以内にその旨を所在地の都道府県知事に届け出なければならない。
公衆衛生上公共性が高い場所であるため、報告の徴収及び立入検査などがある。

### 広告
歯科技工所の広告は歯科技工士法によって規制され、文書その他いかなる方法であっても以下の事項以外を広告することはできない（歯科技工士法第26条）。
- 歯科医師又は歯科技工士である旨
- 歯科技工に従事する歯科医師又は歯科技工士の氏名
- 歯科技工所の名称、電話番号及び所在の場所を表示する事項並びに歯科技工所の管理者の氏名
- その他都道府県知事の許可を受けた事項